# 울산과학고등학교
울산과학고등학교(蔚山科學高等學校)는 대한민국 울산광역시 울주군 상북면 산전리에 위치한 공립 과학고등학교이다.

## 학교 연혁
- 2005년 12월 30일 : 학교 설립 인가(울산광역시 교육위원회)
- 2006년 3월 1일 : 초대 도임자 교장 취임
- 2006년 3월 2일 : 2006학년도 신입생 입학(3학급 61명)
- 2006년 6월 30일 : 울산과학고등학교 개교
- 2008년 2월 15일 : 2007학년도 제1회 졸업식 졸업생 37명(제1기 조기졸업 37명)
- 2024년 3월 1일 : 제7대 박용완 교장 취임
- 2024년 12월 20일 : 제18회 졸업식(17기 졸업 41명, 18기 조기졸업 19명) 총 졸업생 1,199명
- 2025년 3월 4일 : 2025학년도 제20기 신입생 입학(4학급 73명)

## 참고 자료
- 울산과학고등학교 - 한국교육학술정보원 학교알리미